# Device to root out evil
Device to Root Out Evil ("dispositivo para erradicar o mal" em uma tradução livre) é uma igreja de cabeça para baixo, no estilo Nova Inglaterra, construída com um campanário no chão. Ela tem aproximadamente 7,5 metros de altura e é feita de aço galvanizado, metal perfurado e vidro veneziano.
Dennis Oppenheim foi o criador da obra, que era uma escultura. Dennis originalmente a chamou de ''Igreja'' e a propôs ao Fundo de Arte Pública da Cidade de Nova York para ser localizada na Rua Church, onde o artista morava. Porém, foi considerada bem controversa, então o nome foi alterado e a escultura foi fabricada e instalada como parte da Bienal de Veneza em 1997. Isto foi de extrema importância, pois Veneza foi o primeiro lugar em que ficou em exposição.
A Universidade de Stanford aprovou a compra da peça em 2003, mas a decisão foi vetada pelo reitor da universidade que a considerou ''inadequada para o campus''. Depois disso, obra foi instalada em um em um parque público de  Vancouver, no Canadá, como parte da Bienal de Escultura de Vancouver em 2005, mas outra vez foi alvo de controvérsia, e posteriormente transferida para o Museu Glenbow,  em Calgary onde ficou em exposição até 2014. Atualmente, encontra-se na Plaza de la Puerta de Santa Catalina, em Palma, no Maiorca.
1. ↑  Foster, Terrence (4 de Janeiro de 2022). [designingbuildings.co.uk «Predefinição: Device to Root Out Evil»] Verifique valor |url= (ajuda). Designing buildings. Designing buildings. Consultado em 14 de agosto de 2025